# Athlon 64 X2

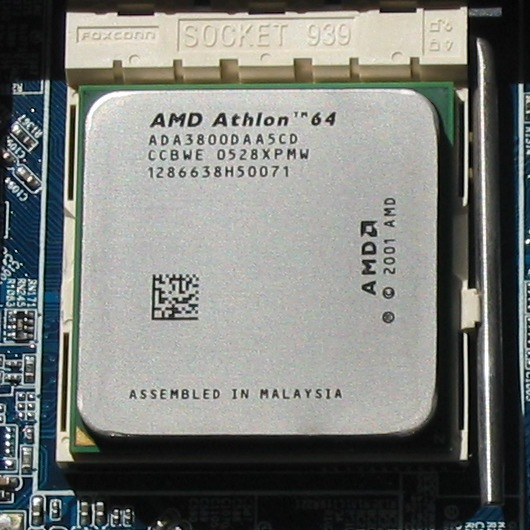
Athlon 64 X2 E6 3800+

De Athlon 64 X2-processor is de dualcoreprocessor van AMD die op 64-bits werkt. Net als voorgaande 64-bits modellen kan hij ook werken onder een 32-bits x86 besturingssysteem.
De vernieuwing is dat dit een Dual Core processor is. Dat betekent dat er twee processor cores (het rekengedeelte van de processor) in één gevoegd zijn. In theorie houdt dit een verdubbeling van de prestaties in, maar dat gaat niet helemaal op omdat er weer snelheid verloren gaat door de verbinding met het geheugen en andere onderdelen van het moederbord. Wel is duidelijk dat de snelheid verbeterd is ten opzichte van een normale 64-bits processor (single-core processor) van AMD.
De laagste Athlon 64 X2 processor is de 3600+. Het hoogste model is tot op heden de 6400+.  Deze processoren zijn duidelijk een verbetering ten opzichte van de Athlon 64 (de normale 64-bits processor van AMD). De snelste processor van die lijn is namelijk de 6400+, met een respectievelijke 3,2GHz.
Vooral de multitasking is er op vooruit gegaan. Dat komt doordat de 2 cores meer data tegelijk kunnen verwerken. Het voordeel daarvan is goed te merken als je bijvoorbeeld een gamer bent en een game server draait en daarnaast ook nog mee doet in het spel.